# Ricardo Bentín Sánchez
Ricardo Bentín Sánchez (Lima, 21 de setiembre de 1853-Lima, 22 de septiembre de 1921) fue un político, militar y empresario minero peruano. Participó en la resistencia peruana durante la Guerra del Pacífico y llegó a ser presidente del Congreso de la República (1913) y vicepresidente de la República (1915-1919).

## Biografía
Hijo de Antonio Bentín y La Fuente (1826-1897) y Manuela Sánchez Laos. Su padre fue un empresario minero de ascendencia británica, miembro fundador del Partido Demócrata o pierolista, que llegó a ser primer ministro y ministro de Gobierno y Policía del gobierno constitucional de Nicolás de Piérola, así como alcalde de Lima.
Estudió en el Colegio Noboa y luego en el Colegio Nuestra Señora de Guadalupe. En 1870, ingresó a la Universidad Nacional Mayor de San Marcos para estudiar Leyes, pero abandonó los estudios para apoyar a su padre en la actividad minera, que tenía su asiento en Casapalca (Huarochirí).
Se casó con la heredera Rosa Mujica Carassa, hija del empresario minero Elías Mujica y Trasmonte. La pareja tuvo ocho hijos, entre ellos José y Ricardo Bentín Mujica, este último presidente de la cervecería Backus & Johnston y fundador del Club Sporting Cristal.
En 1879 fue nombrado subprefecto de la Provincia de Huarochirí. Al estallar la guerra con Chile se alistó en el Ejército de Reserva, participando en la defensa de Lima. Ocupó las quebradas de Olleros y Sisicaya (en la sierra al este de Lima) y evitó el avance del enemigo por ese lado. Reunió a los fugitivos de las batallas de San Juan y Miraflores y rescató el armamento abandonado en los campos de batalla. Se puso al mando de los guerrilleros o montoneros, que se concentraron en San Mateo (Huarochirí), y a quienes armó y adiestró.
Se unió a la resistencia del general Andrés A. Cáceres, formando parte del grupo de ayudantes de este caudillo (la célebre «ayudantina»). En 1882 recibió el grado de sargento mayor. Participó a lo largo de la Campaña de la Breña, hasta la batalla de Huamachuco. Por su trayectoria mereció el ascenso a teniente coronel de caballería en 1884.
Concluida la guerra con Chile, se retiró del servicio militar y se reintegró a la vida civil, dedicándose a la actividad minera. Pese a las circunstancias desfavorables, al estar el país en ruinas y con falta de brazos, pudo con perseverancia y energía reactivar la explotación de la mina de Aguas Calientes, en Casapalca. Para tal fin, vendió sus relaves mineros a la compañía Backus & Johnston (sociedad conformada por dos ingenieros estadounidenses y que habían instalado una refinería en Casapalca en 1889), y con el dinero obtenido prosiguió la labor minera en Aguas Calientes, donde halló un gran veta de plata. Así empezó el auge de dicha mina, que posibilitó una de las más importantes fortunas familiares del Perú. Tiempo después, en 1919, la Cerro de Pasco Copper Corporation adquirió la Sociedad Minera Backus & Johnston, a la que Bentín vendió sus minas de Aguas Calientes, recibiendo a cambio acciones en la Cervecería Backus & Johnston Ltd. 
En 1886, fue elegido diputado por Huarochirí. Desde su escaño se opuso a la aprobación del Contrato Grace, suscrito entre el gobierno del presidente Cáceres y el Comité Inglés de Tenedores de Bonos, motivo por el cual se retiró del Congreso (1889).
En 1895, regresó al Congreso de la República, nuevamente como diputado por Huarochirí, tras apoyar la revolución de Nicolás de Piérola contra el segundo gobierno de Cáceres. Fue reelegido diputado hasta 1918; es decir se mantuvo en dicha función de manera consecutiva durante casi un cuarto de siglo.

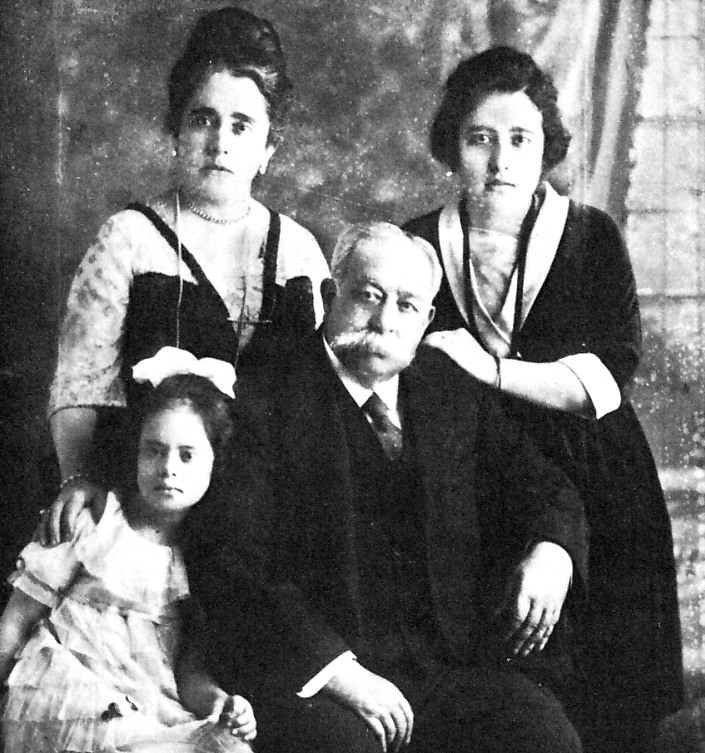
Ricardo Bentín, en el seno familiar. Foto Doubreil, Archivo Courret, 1920.

Ocupó la presidencia de la Cámara de Diputados en 1913, durante el turbulento gobierno de Guillermo Billinghurst. Este gobernante amenazó con disolver el parlamento, pero terminó siendo derrocado por los militares en 1914, que contó con la justificación del Congreso arguyendo la supuesta «incapacidad moral» del presidente. 
Luego fue elegido primer vicepresidente de la República del segundo gobierno de José Pardo, mientras que el segundo vicepresidente era Melitón Carvajal (1915-1919). Producido el golpe de Estado de Augusto B. Leguía en 1919, se retiró de la actividad política.
Falleció el 22 de setiembre de 1921 y fue enterrado en la Cripta de los Héroes del cementerio Presbítero Matías Maestro de Lima.
«Franco, leal, recto, modesto, poseyó Ricardo Bentín, al lado de sus méritos como hombre de trabajo y como ciudadano, virtudes no menos encomiables como caballero y como gran señor».
En 1951 se inauguró la Gran Unidad Escolar que lleva su nombre, hoy Institución Educativa Emblemática, en el distrito del Rímac (Lima).